# Jackson County, Oklahoma
Jackson County är ett administrativt område i delstaten Oklahoma, USA, med 26 446 invånare.  Den administrativa huvudorten (county seat) är Altus. 
Countyt har fått sitt namn efter general Andrew Jackson som var USA:s sjunde president 1829-1837 efter att ha besegrat britterna i slaget vid New Orleans den 8 januari 1815.

## Geografi
Enligt United States Census Bureau har countyt en total area på 2 083 km². 2 079 km² av den arean är land och 4 km² är vatten.

### Angränsande countyn
- Greer County - nord
- Kiowa County - nordost
- Tillman County - öst
- Wilbarger County, Texas - syd
- Hardeman County, Texas - sydväst
- Harmon County - väst

### Städer och samhällen
- Altus (huvudort)
- Blair
- East Duke
- Eldorado
- Elmer
- Friendship
- Headrick
- Martha
- Olustee